# مارشفیلد (ویسکانسین)
مارشفیلد، ویسکانسین  (به انگلیسی: Marshfield) شهری در شهرستان ماراتون وود ایالت ویسکانسین است که در سال ۱۸۸۳ بنیان‌گذاری شده‌است. این شهر طبق سرشماری سال ۲۰۱۰ میلادی ۱۹٬۱۱۸ نفر جمعیت داشته‌است.

## نگارخانه

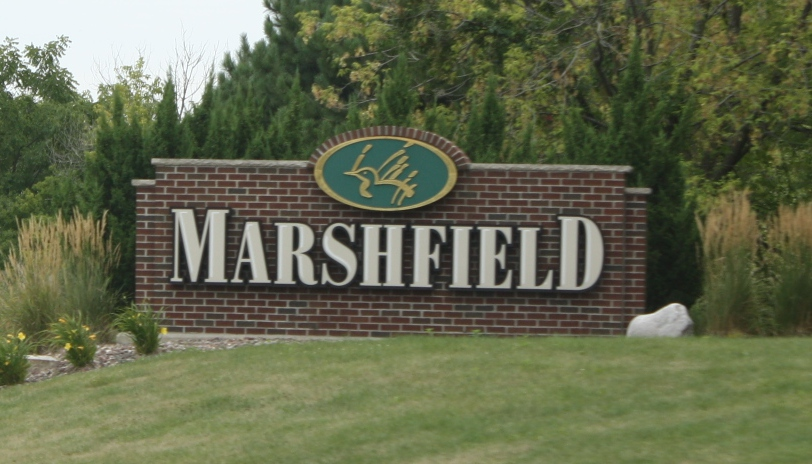
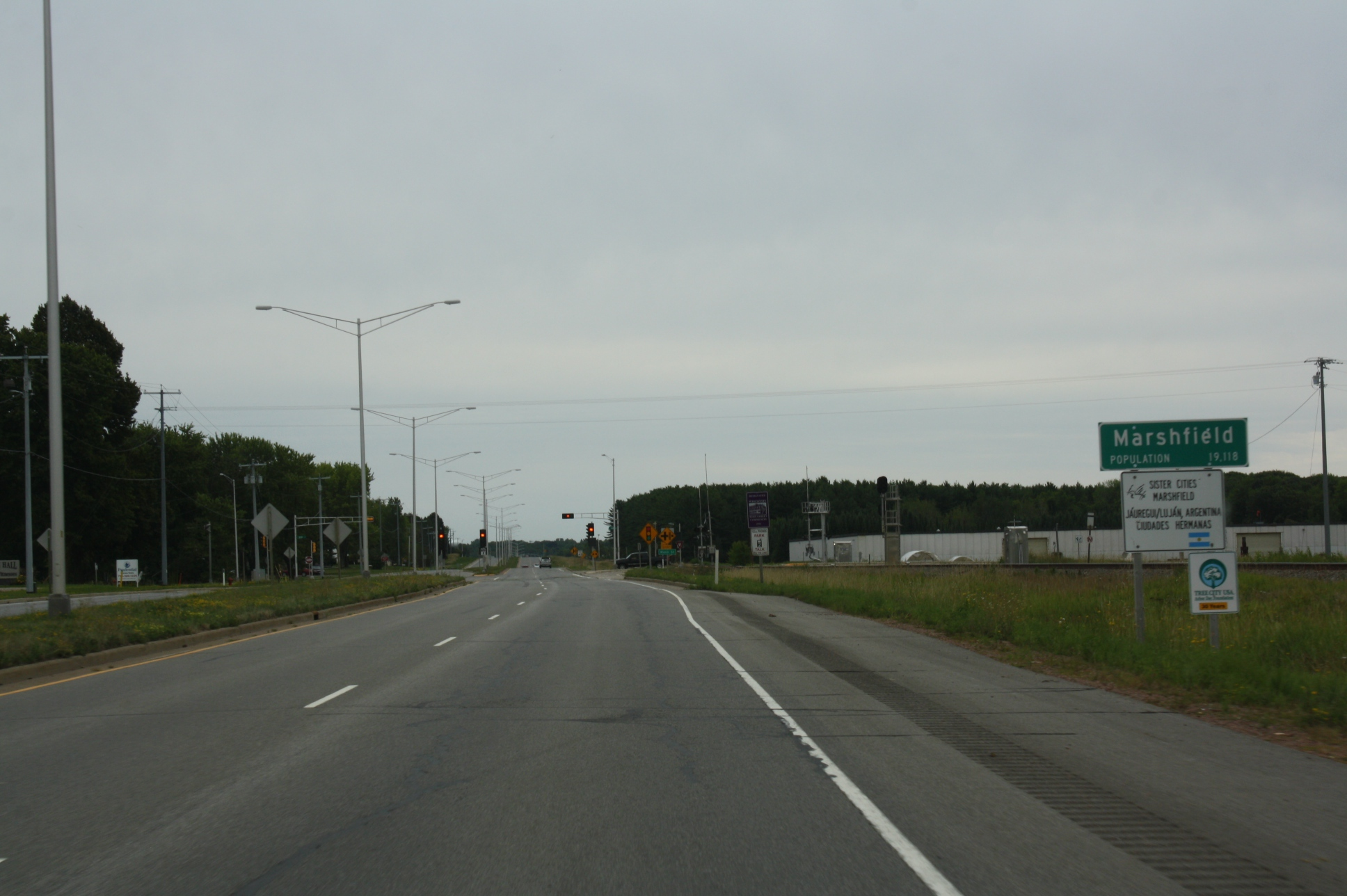
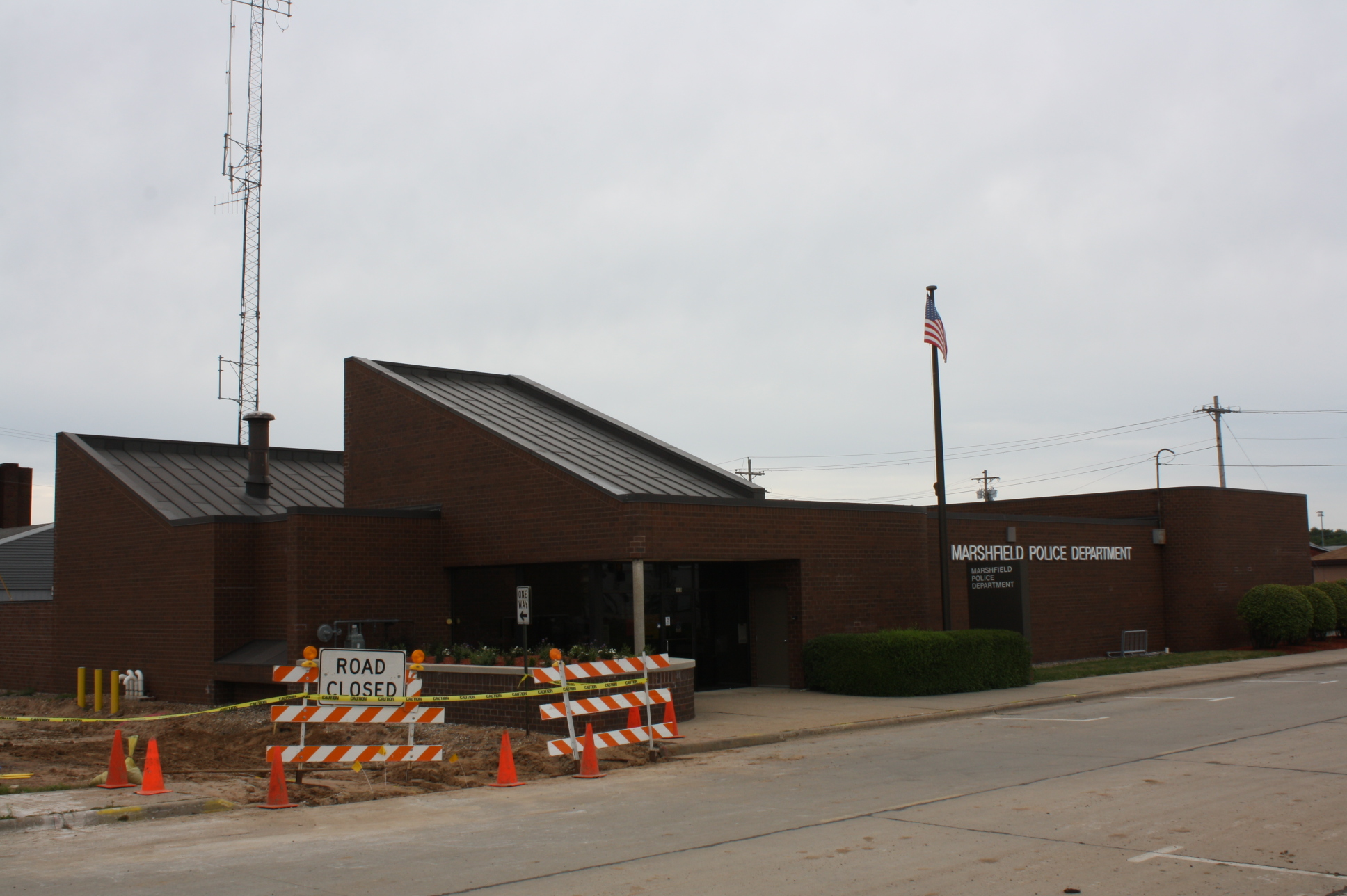